# ネットプリント
ネットプリントとは、富士フイルムビジネスイノベーションがセブン-イレブンのマルチコピー機向けに提供しているサービス。

## 概要
インターネット経由で登録した文書ファイル（PDF, DocuWorks, Word, Excel, PowerPoint, JPEG, TIFF形式等）を全国のセブン-イレブンのマルチコピー機で印刷できる。第三世代機からメディア（CD-ROMやUSB）によるファイルプリントが出来るようになった。
現在は、スマートフォンの普及に伴い、AndroidとiOS（iPhone, iPad, iPod touch）向けに、専用アプリケーションの提供も行っている。
安価で全国に届けることのできる利便性から、同人誌や政治ビラなどの配布媒体としても利用されている。